# Granatowa Policja
La Policía Azul (en polaco: Granatowa policja, literalmente, La policía azul marino) fue la policía durante la Segunda Guerra Mundial en la Polonia ocupada por los alemanes (el Gobierno General). El nombre alemán oficial de la entidad era Polnische Polizei im Generalgouvernement (Policía polaca del gobierno general; en polaco: Policja Polska Generalnego Gubernatorstwa) 
La Policía Azul se creó oficialmente el 30 de octubre de 1939 cuando Alemania reclutó a los policías estatales de Polonia antes de la guerra (Policja Państwowa), organizando unidades locales con liderazgo alemán. Era una institución auxiliar encargada de proteger la seguridad y el orden público en el Gobierno General. La Policía Azul, inicialmente empleada exclusivamente para hacer frente a la delincuencia común, más tarde también se utilizó para contrarrestar el contrabando, que era un elemento esencial de la economía ilegal de la Polonia ocupada por los alemanes. 
La organización fue oficialmente disuelta y declarada ilegal por el Comité Polaco de Liberación Nacional el 27 de agosto de 1944. Después de un proceso de revisión, varios de sus antiguos miembros se unieron a la nueva estructura policial nacional, la Milicja Obywatelska (Milicia Ciudadana). Otros fueron perseguidos después de 1949 bajo el estalinismo.

## Organización

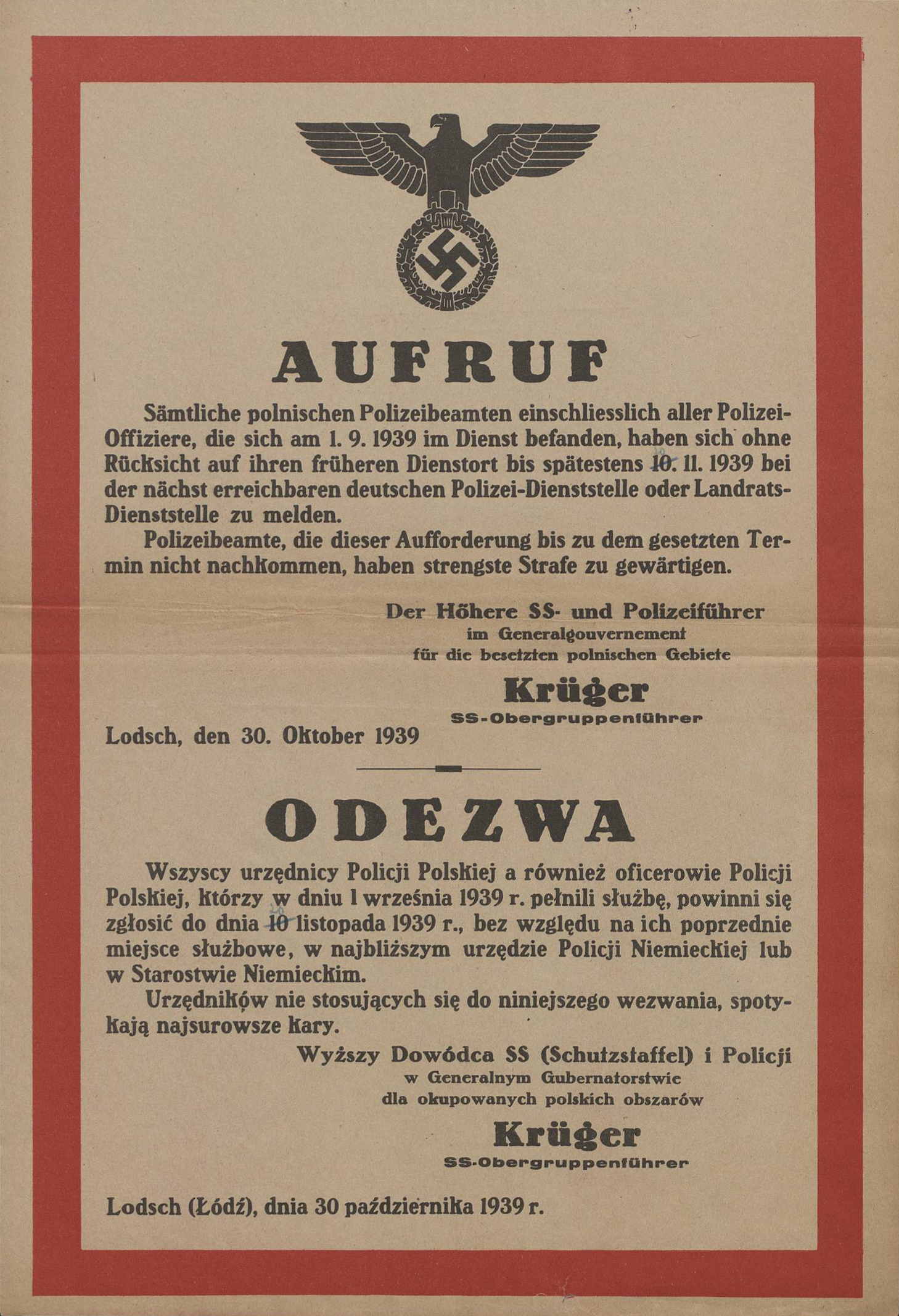
Cartel alemán que solicita a los ex oficiales de la policía polaca que se pongan a las órdenes del ocupante o enfrenten sanciones severas.

En octubre de 1939, el gobernador general Hans Frank ordenó la movilización de la policía polaca anterior a la guerra al servicio de las autoridades alemanas. Los policías debían presentarse al servicio o enfrentar la pena de muerte. Formalmente, la Polnische Polizei (PP) estaba subordinada a la Policía del Orden Alemana (Policía Uniformada, OrPo). Las mismas instalaciones de preguerra se utilizaron en toda Polonia ocupada con la misma estructura organizativa, bajo el comandante Hans Köchlner (él se formó en Polonia en 1937). Llevaban los mismos uniformes sin insignias nacionales. En la primavera de 1940, la policía ucraniana se separó de la policía polaca. El departamento ya existía antes de 1939. El jefe alemán de la Policía del Orden (KdO, así como todo su liderazgo) asumió un doble papel, a cargo de ambos. Después del ataque a la URSS conocida como Operación Barbarroja, todos los territorios conquistados en el Distrito de Galitzia fueron puestos bajo control ucraniano con sede en Chełm Lubelski. Cabe destacar que el Distrito de Galitzia, creado el 1 de agosto de 1941 (documento número 1997-PS del 17 de julio de 1941, por Adolf Hitler) - aunque se considera por algunos como parte de la Ucrania ocupada - era una unidad administrativa independiente del Reichskommissariat Ukraine creado el 1 de septiembre del mismo año. No estaban conectados entre sí políticamente.
Según el historiador Andrzej Paczkowski (Spring Will Be Ours), la fuerza policial consistía en aproximadamente 11.000-12.000 oficiales, pero el número real de su cuadro era mucho más bajo inicialmente. Según Emanuel Ringelblum, alcanzó el número de 14.300 a fines de 1942, incluidos Varsovia, Lublin, Kielce y el este de Galitzia. La Enciclopedia del Holocausto informa que el número de sus miembros fue de 8.700 en febrero de 1940 y afirma que alcanzó su punto máximo en 1943 con 16.000 miembros. Las estadísticas son explicadas por el historiador Marek Getter. La expansión inicial de la fuerza fue el resultado de la expulsión al Gobierno General de todos los policías profesionales polacos, de los territorios anexados por el Tercer Reich (Reichsgau Wartheland, Westpreußen, etc.). Otra razón era un salario (250-350 zł) imposible de obtener en otro lugar, aumentado por bonos (hasta 500 zł cada uno). Además, los alemanes habían erosionado intencionalmente los estándares morales de la fuerza al otorgar a los policías el derecho de quedarse con el 10% de todos los bienes confiscados. La Policía Azul estaba compuesta principalmente por polacos y ucranianos de habla polaca de las partes orientales del Gobierno General. Sin embargo, desde el 1 de agosto de 1941 (fecha de incorporación) el distrito del este de Galitzia, como lo menciona Ringelblum, ya no estaba controlado por la división étnicamente polaca de la PP. En cambio, la división ucraniana se puso a cargo en unos 600 recintos, se expandió de 242 oficiales inicialmente, a 2.000 en 1942 y a 4,000 oficiales en 1943. 

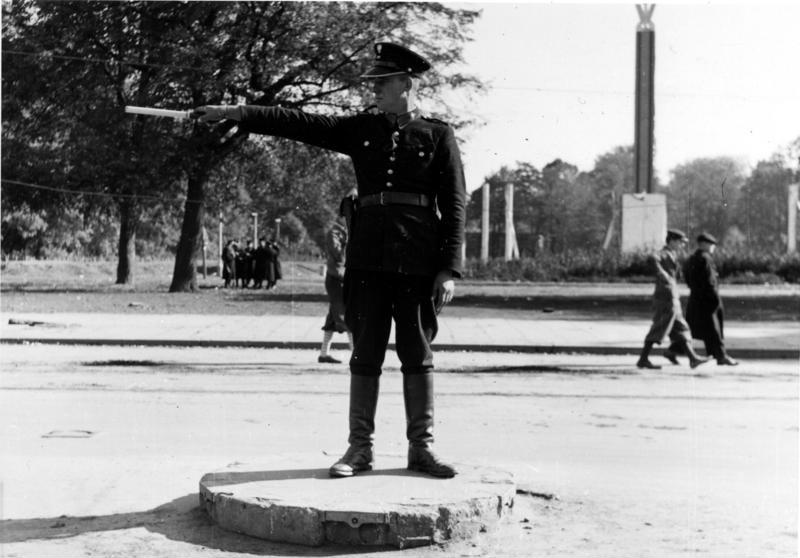
Policía azul dirigiendo el tráfico en Varsovia.

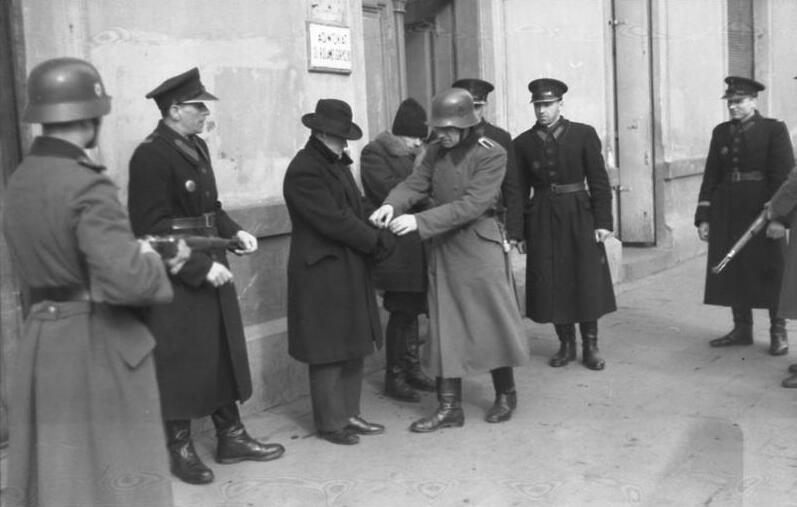
Agentes de la Policía del Orden alemana y de la Policía Azul en Cracovia en 1941.

La Policía Azul tenía poca autonomía, y todos sus oficiales de alto rango provenían de las filas de policía alemana (Kriminalpolizei). Sirvió como una fuerza auxiliar, junto con las fuerzas policiales que custodiaban los puestos de administración (Schutzpolizei), la Policía Ferroviaria (Bahnschutz), la Policía Forestal (Forstschutz) y la Policía de Fronteras (Grenzschutz). La Policía Azul estaba subordinada a la Policía del Orden alemana con regulaciones polacas de antes de la guerra. Los nuevos voluntarios (Anwärter) fueron entrenados en una escuela de policía en Nowy Sącz, con 3.000 graduados (que recibían un salario de 180 zł cada uno), bajo el Schutzpolizei Major Vincenz Edler von Strohe (nombre real Wincenty Słoma, un Reichdeutscher anteriormente en la policía austriaca).[p. 7] Se dictaron cursos adicionales aunque separados para las filas procedentes de Polonia y Ucrania.
Desde la perspectiva alemana, el papel principal de la Policía Azul era mantener la ley y el orden en los territorios de la Polonia ocupada, a fin de liberar a la Policía del Orden alemana para otras tareas. Como Heinrich Himmler declaró en su orden del 5 de mayo de 1940: "prestar el servicio de policía general en el Gobierno General es el papel de la policía polaca. La policía alemana intervendrá solo si es requerido por los intereses alemanes y vigilará a la policía polaca".
Como la fuerza era principalmente una continuación de la fuerza policial polaca anterior a la guerra, también dependía en gran medida de las leyes penales polacas anteriores a la guerra, una situación que los alemanes aceptaron como una necesidad provisional. Si bien el Estado secreto polaco tenía su propia fuerza policial y judicial (Cuerpo de Seguridad Nacional y Dirección de Resistencia Civil), no podía proporcionar servicios policiales básicos para toda la población de la antigua Segunda República Polaca en las condiciones de ocupación alemana.

## Valoración histórica

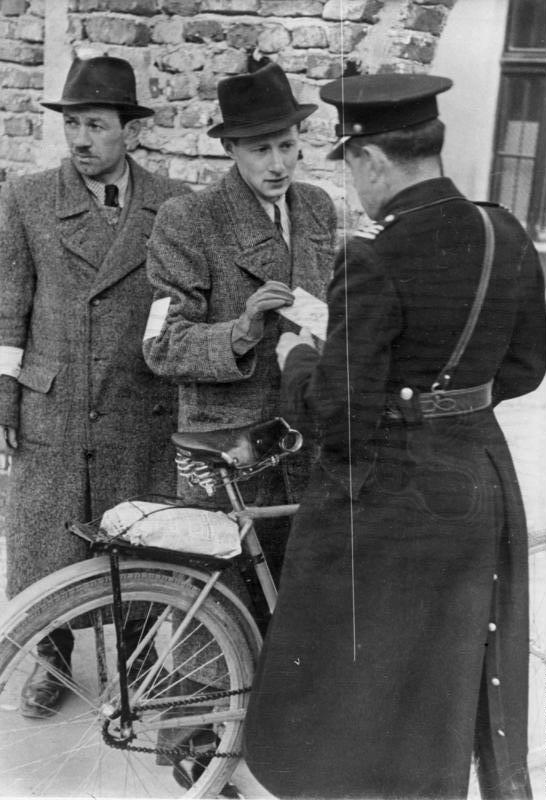
La policía azul controla las tarjetas de identidad en la puerta del gueto de Cracovia.

El papel de la Policía Azul en su colaboración y resistencia hacia los alemanes es difícil de evaluar en su conjunto, y a menudo es un tema de controversia. El historiador Andrzej Krzysztof Kunert estima que entre el 10 y el 20% de los policías fueron asesinados por los alemanes por participar en la resistencia, además de los asesinados en masa por los soviéticos en Médnoye, explicó Irena Wollen en su documental "Granatowi" para Telewizja Polska (1999).
Los eruditos no están de acuerdo sobre el grado de participación de la Policía Azul en el arresto de judíos. Si bien la vigilancia dentro del gueto de Varsovia era responsabilidad de la policía judía del gueto, el historiador judío polaco Emmanuel Ringelblum, cronista del gueto de Varsovia, mencionó a  policías polacos que realizaban extorsiones y palizas. La policía también participó en redadas callejeras. El 3 de junio de 1942, durante una ejecución en prisión de 110 judíos en Varsovia, los miembros de la Policía Azul se pusieron de pie y lloraron, mientras que los propios alemanes ejecutaron a las víctimas, después de que los polacos rehusaron obedecer las órdenes de sus supervisores para llevar a cabo el fusilamiento. Según Szymon Datner, "la policía polaca era empleada de una manera muy marginal, en lo que yo llamaría mantener el orden. Debo decir con toda decisión que más del 90% de ese trabajo terrorífico y asesino fue realizado por los alemanes, sin participación polaca alguna". Según Raul Hilberg, "De todas las fuerzas policiales nativas en la Europa del Este ocupada, las de Polonia estuvieron menos involucradas en acciones antijudías... Ellos [la policía azul polaca] no podían unirse a los alemanes en operaciones importantes contra judíos o resistentes polacos, para que no fueran considerados traidores por prácticamente todos los espectadores polacos. Su tarea en la destrucción de los judíos era, por lo tanto, limitada". El historiador del Holocausto Gunnar S. Paulsson está de acuerdo en que el papel de la Policía Azul fue mínimo: "Tenga esto en cuenta -escribió Paulsson- Los judíos en Polonia fueron aislados en guetos. Fueron detenidos por la policía alemana con la ayuda de colaboradores ucranianos y bálticos, y la cooperación forzada de la policía del gueto judío, pero muy poca participación de la policía polaca (principalmente en los centros más pequeños). Fueron llevados a centros de exterminio operados nuevamente por alemanes, ucranianos y bálticos". Según Emanuel Ringelblum, quien comparó el papel de la policía polaca con la policía judía, "la policía uniformada ha tenido un papel deplorable en las "acciones de reasentamiento". La sangre de cientos de miles de judíos polacos, atrapados y conducidos a las "camionetas de la muerte" estará sobre sus cabezas. Las tácticas de los alemanes generalmente eran las siguientes: en la primera "acción de reasentamiento" utilizaron el Servicio del Orden judío, que no se comportó mejor desde el punto de vista ético que sus contrapartes polacos. En las "acciones" posteriores, cuando el Servicio del Orden judío también fue liquidado, se utilizó la fuerza policial polaca". Según Jan Grabowski, un judío que cayó en manos de la Policía Azul se enfrentó a una muerte casi segura. Según Grabowski, la evidencia histórica de los archivos polacos, alemanes e israelíes "apunta a un patrón de participación asesina en toda la Polonia ocupada".
Una parte sustancial de la policía pertenecía al Armia Krajowa de la resistencia polaca, principalmente su contrainteligencia y el Cuerpo de Seguridad Nacional. Algunas estimaciones llegan a cifrarla en un 50%. Piotrowski escribe que, a pesar de las críticas mordaces de Emanuel Ringelblum, se sabe que la Policía Azul había rechazado las órdenes alemanas, a menudo "gritando en las calles y rompiendo puertas para darles a las personas tiempo para escapar u ocultarse". Los oficiales que desobedecieron las órdenes alemanas lo hicieron a riesgo de muerte. Algunos que actuaron contra las órdenes fueron finalmente reconocidos como Justos entre las Naciones: Wacław Nowiński, Bronisław Marchlewicz (2004), Władysław Cieśla (1988), Franciszek Banaś (1980), Piotr Czechoński (1999), Jan Fakler (1974), Jan Kubicki (1976), Stanisław Śliżewski (2008), Władysław Szalek (1979), Grzegorz Czyżyk (2013), Michał Gerula (1995), Paweł Gołąbek (2001), Telesfor Hadrysiak (2007), Władysa Książek (1998), Stefan Matacz (2011) y Stanisław Ratyński (1991) (ver y comparar: Bartoszewski y Lewin, "Justos entre las naciones", y la lista de premios de Yad Vashem). 
Además, se llevó a cabo un reclutamiento forzado entre los miembros de la policía polaca para crear el Polnisches Schutzmannschaftsbataillon 202 enviado al Este, con 360 hombres, la mayoría de los cuales desertaron a la 27.ª División de Infantería del Ejército del Interior en defensa de la población étnica polaca contra las masacres de la UPA. Del mismo modo, la policía fue retirada del perímetro del gueto en la víspera de su destrucción final.

## Alusiones personales
Varsovia era la ciudad más grande del Generalgouvernement, por lo que el puesto de comandante de la policía de Varsovia era el puesto más importante disponible para un polaco étnico en la Polonia ocupada por los alemanes. Su primer jefe, Marian Kozielewski (hermano de Jan Karski), fue encarcelado por los alemanes y enviado al campo de concentración de Auschwitz. Su próximo jefe, Aleksander Reszczyński, fue asesinado en 1943 por la comunista Gwardia Ludowa; La investigación de 1977 en los archivos del Gobierno polaco en el exilio reveló que Reszczyński era un miembro de la resistencia que le entregó al Armia Krajowa una inteligencia invaluable. Después de las revoluciones de 1989, muchos exagentes de la Policía Azul fueron rehabilitados y se revisaron los anteriores estereotipos propagados por comunistas.

## Rangos
Los rangos de la Policía Azul eran los siguientes:
- Funkcjonariusz (Unterwachtmeister)
- Posterunkowy (Wachtmeister)
- St. posterunkowy (Hauptwachtmeister)
- Przodownik (Meister)
- St. przodownik (Obermeister)
- Podkomisarz (Leutnant)
- Komisarz (Oberleutnant)
- Nadkomisarz (Hauptmann)
- Podinspektor (Major)
- Inspektor (Oberstleutnant)